# Tura Satana

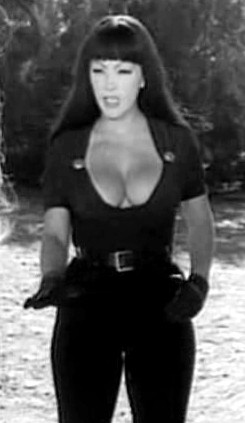
Tura Satana in Faster, Pussycat! Kill! Kill! 1965.

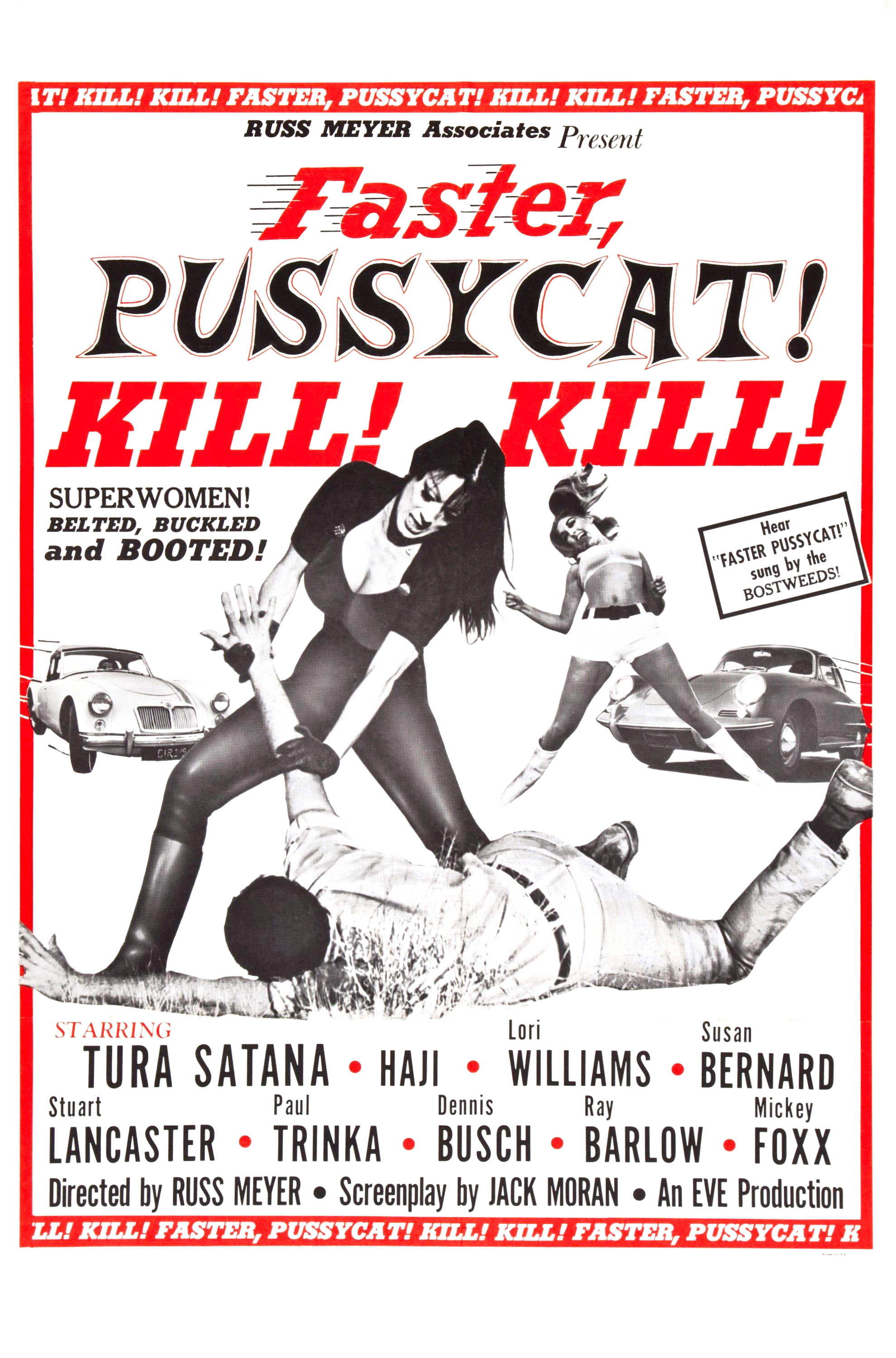
Poster Faster, Pussycat! Kill! Kill!

Tura Satana of Tura Luna Pascual Yamaguchi (Hokkaido, Japan, 10 juli 1938 - Reno, Nevada, 4 februari 2011) was een Japans-Amerikaans filmactrice en voormalig exotische danseres. Zij is het bekendst geworden met haar rol als "Varla" in de cultfilm Faster, Pussycat! Kill! Kill! uit 1965, van regisseur Russ Meyer.

## Achtergrond
Het aparte uiterlijk van Tura Satana kan worden verklaard door het gemengde ras van beide ouders: haar vader was een stommefilmacteur van Japans-Filipijnse afkomst, terwijl haar moeder een circus-artieste was met een Schots-Ierse achtergrond en Indiaans (Cheyenne-)bloed door haar aderen had vloeien.
Na de Tweede Wereldoorlog werd de familie enige tijd geïnterneerd in het Manzana-kamp in Lone Pine, Californië, waarna ze verhuisden naar de West Side van Chicago. Tura ontwikkelde al jong een geprononceerde boezem en hoewel ze uitblonk op school werd ze voortdurend hierom lastiggevallen en gepest met haar Aziatische afkomst.
Op weg van school naar huis werd ze op haar negende het slachtoffer van een groepsverkrachting. De vijf daders werden nooit aangeklaagd en het gerucht ging dat de politierechter was omgekocht. Hierop volgde Tura allerlei vechtsportcursussen, zoals Aikido en Karate (zwarte band) en wist binnen 15 jaar iedere verkrachter op te sporen om wraak te nemen. "Ik beloofde mijzelf dat ik het hen op een goeie dag allemaal betaald zou zetten", zou ze later terugblikken.
Tura kreeg echter na het vergrijp de schuld in de schoenen geschoven door de corrupte rechter en werd als tiener naar een tuchtschool gestuurd, waar ze leidster werd van een stoere meidenbende. In een interview met Psychotronic Videomagazine vertelde ze: "We droegen leren motorjassen, spijkerbroeken en hoge laarzen en gaven iedereen ervanlangs".
Op haar dertiende werd ze uitgehuwelijkt in Hernandes, Mississippi, maar het vanaf haar geboorte reeds gearrangeerde huwelijk met een 17-jarige jongeman zou slechts negen maanden standhouden.
De tienerbruid ging haar geluk beproeven in Los Angeles met een vervalst identiteitsbewijs, aanvankelijk als blueszangeres met een bereik van vier en een half octaaf. Toen dit niet aansloeg werd ze badpakmodel en belandde bij de bekende filmkomiek Harold Lloyd, die ook 3D (stereoscopisch) fotograaf was. Alleen voor hem poseerde Tura geheel naakt, terwijl Lloyd geen idee had dat ze minderjarig was. Hij was de eerste die Tura (die zichzelf een lelijke tiener vond) aanraadde een filmcarrière te beginnen, omdat "de camera van haar gezicht en lichaam hield".
Tura hield op met poseren na een ernstige allergie voor make-up te hebben opgelopen en ging aan de slag als danseres in Calumet City,  Illinois. Ze trad op in Club Rendezvous, waar ze zich zou ontpoppen als Galatea, "het tot leven gekomen standbeeld". Ze werd een uiterst succesvolle exotische danseres in de trant van Mata Hari en reisde alle grote steden af met sterren als Maxine Martin The Skyscraper Girl, Tempest Storm, Candy Barr, en Stunning Smith The Purple Lady. Door Bill Hanna van Hanna-Barbera werd ze zelfs uitgeroepen tot een van de "10 Beste Ongeklede Burlesque Danseressen van de 20e Eeuw". Op haar negentiende raakte Tura zwanger, maar hield het dansen nog acht maanden vol, met een gemiddeld inkomen van 1500 dollar per week.

## Acteerprestaties
Als actrice begon Tura Satana haar carrière met televisierolletjes in Hawaiian Eye, The Man from U.N.C.L.E., The Girl from U.N.C.L.E., The Greatest Show on Earth, en Burke's Law. Verder begon ze in films te verschijnen, zoals Who's Been Sleeping in My Bed? als danseres tezamen met Dean Martin en Elizabeth Montgomery, en als de exotische Parijse straatmadelief Suzette Wong in Irma la Douce met Jack Lemmon en Shirley Maclaine.
Haar meest opmerkelijke filmrol was echter die van "Varla" in Meyers culthit Faster, Pussycat! Kill! Kill!. Tura was geknipt voor de rol van deze agressieve en zinnelijke Belle Dame Sans Merci, en voerde alle stunts en vechtscènes dan ook zelf uit. De bekende filmcriticus Richard Corliss noemde haar optreden "de eerlijkste en wellicht zelfs meest oprechte vertolking in het gehele oeuvre van Russ Meyer en zeker de meest angstaanjagende". De film werd opgenomen in de woestijn buiten Los Angeles, met snikhete dagen en ijskoude nachten. Tura droeg haar steentje bij aan de visuele stilering en dialoog en wist met haar tomeloze energie en uitstraling een voortdurende spanning op te roepen. Russ Meyer gaf zelf later toe dat "Zij en ik" de film tot een klassieker in het cultgenre hadden gemaakt. Hij zou er veel spijt van krijgen Tura niet voor verdere projecten te vragen. Tura was zo verstandig om copyright vast te leggen op haar naam, beeltenis en rol, zodat ze tot op de dag van haar dood inkomsten had uit de verkoop van posters en promotiemateriaal.
Hierna werkte Tura voornamelijk met de cultfilmregisseur Ted V. Mikels in films als The Astro-Zombies (1968), The Doll Squad (1974) en Mark of the Astro-Zombies (2002) en verscheen ze als zichzelf in allerlei documentaires en televisieprogramma's, zoals The Incredibly Strange Film Show (1988), Cleavage (2003), Strip de velours (2005) en meest recentelijk in Sugar Boxx (2007), met een andere bekende Meyer-actrice, Kitten Natividad.

## Nadagen
In 1973 werd Tura Satana neergeschoten door een voormalige jaloerse minnaar. Na vier jaar in een ziekenhuis te hebben gewerkt vond ze een tijdelijke baan bij het Los Angeles Police Department, waar ze haar (inmiddels derde) man ontmoette. Na een auto-ongeluk waarbij ze haar rug brak bleef ze van 1981 tot aan diens overlijden in 2000 met deze man getrouwd. De oudste van hun twee dochters, Kalani, had een bijrol in Ten Violent Women van Mikels, met wie Tura bevriend zou blijven. Zowel voor als na dit gelukkige huwelijk had Tura vele minnaars, onder wie Gunsmoke en F Troop-ster Forrest Tucker en legendarische zangers als Frank Sinatra en de jonge Elvis Presley.
Tura Satana bleef trouw contact houden met haar vele bewonderaars via haar eigen website en haar MySpacesite, waar enige fragmenten uit haar films worden getoond, evenals foto's van de afgelopen vijftig jaar, schilderijen en een Amazone-achtig beeldje van de voormalige cultfilm-actrice, die wonderlijk genoeg haar katachtige uiterlijk en Mae West-achtige gevoel voor humor wist te behouden. Ten slotte heeft de Amerikaanse striptekenaar Mike Hoffman een serie aan Tura Satana opgedragen als "The Ultimate Femme Fatale of the 20th Century" en vierde ze haar zeventigste verjaardag op de Comiconconferentie in San Diego.
Op 4 februari 2011 overleed Satana aan de gevolgen van een hartaanval op 72-jarige leeftijd.

## Filmografie
- Astro Zombies: M3 - Cloned (2010)
- The Haunted World of El Superbeasto (2009) (stemrol)
- Sugar Boxx (2007)
- Mark of the Astro-Zombies (2002)
- The Doll Squad (1974)
- The Astro-Zombies (1969)
- Our Man Flint (1966) (onvermeld)
- Faster, Pussycat! Kill! Kill! (1965)
- Irma la Douce (1963)
- Who's Been Sleeping in My Bed? (1963)

## Relevante literatuur
- Frasier, David K. (1998). Russ Meyer: The Life and Films: A Biography and a Comprehensive, Illustrated, and Annotated Filmography and Bibliography. Jefferson, N.C.: McFarland & Co. ISBN 0-7864-0472-8.
- McDonough, Jimmy (2005). Big Bosoms and Square Jaws: The Biography of Russ Meyer, King of the Sex Film. London: Jonathan Cape. ISBN 0-224-07250-1.
- Meyer, Russ (2000). A Clean Breast: The Life and Loves of Russ Meyer. (3 delen). El Rio, Texas: Hauck Publishing Co. ISBN 0-9621797-2-8.